# Церква Воздвиження Чесного Хреста Господнього (Оришківці)
Церква Воздвиження Чесного Хреста Господнього в Оришківцях — парафія і храм Лановецького благочиння Тернопільської єпархії Православної церкви України в селі Оришківці Кременецького району Тернопільської области.
Оголошена пам'яткою архітектури місцевого значення (охоронний номер 1641).

## Історія церкви
Рік заснування храму невідомий, але, за різними джерелами, церкві близько 400 років. Спочатку це була каплиця, збудована за кошти Мойсея Мамчура, до якої пізніше добудували дзвіницю.
Протягом певного часу святиня була зачиненою, але завдяки зусиллям священника Терентія Мартинюка її знову відкрили. Він служив у селі Оришківці у 80-х роках і користувався великою повагою серед парафіян. З 1998 року за рішенням громади парафія приєдналася до УПЦ КП. У храмі зберігається ікона Богородиці Скоропослушниці, яку привезли з Єрусалиму близько 100 років тому.

## Парохи
- о. Василь Петрович (з 1998).